# イェゲルクワイ人
イェゲルクワイ人（イェゲルクワイじん、アディゲ語: Еджэрыкъуай; ロシア語: Егерукаевцы; 英語: Yegeruqway）とは、チェルケス人の一派である。

## 概要
チェルケス人の12の氏族の一つである。
ロシアの人口統計では独立した民族とは扱われず、アディゲ人に含まれている。アディゲ共和国にはイェゲルクワイ人の名を冠したen:Egerukhayという小さな町がある。